# Упругость водяного пара
Упругость водяного пара в атмосфере — парциальное давление водяного пара, находящегося в воздухе; выражается в мбар или мм рт. ст. (В Международной системе единиц (СИ) - в гПа). Упругость водяного пара зависит от количества водяного пара в единице объёма и является одной из характеристик влажности воздуха.
Упругость водяного пара у земной поверхности может быть около нуля (в Антарктиде, зимой в Якутии, иногда в пустынях) и до 30—35 мбар вблизи экватора. Упругость пара в полярных широтах зимой меньше 1 мбар (иногда лишь сотые доли мбар) и летом ниже 5 мбар; в тропиках же она возрастает до 30 мбар, а иногда и больше. В субтропических пустынях упругость водяного пара понижена до 5—10 мбар. С высотой упругость пара быстро убывает — в 2 раза в нижних 1,5 км и почти до нуля на верхней границе тропосферы.